# Ліщинка (притока Сейму)
Ліщинка, Ліщин — річка в Росії, у Тимському й Солнцевському районах Курської області. Права притока Сейму (басейн Дніпра).

## Опис
Довжина річки 39 км, площа басейну 330 км². Глибина від 30 см до 2,5 м.
У річці водиться риба дрібних і великих розмірів: карась, плотва, піскар, йорж, в'юн. Річку заселяють такі ссавці, як бобри, видри, ондатри, норки, ласки. По берегах річки в минулому росло багато ліщини — звідки може походити назва річки. За іншою інформацією, назва може бути пов'язана з козацтвом, яке свого часу заселило цей край.

## Розташування
Бере початок у селі Рождественка. Тече переважно на південний захід і на заході від Сеймиці впадає у річку Сейм, ліву притоку Десни.
Населені пункти вздовж берегової смуги: Тереховка, Єфросимовка, Стародубцево, Богдановка, Старий Лещин, Велика Козьмодем'янка, Самсоновка, Суботино, Лучики.